# پون-کروا
پون-کروا (به فرانسوی: Pont-Croix) یک کمون در فرانسه است که در canton of Pont-Croix واقع شده‌است.

## خصوصیات
پون-کروا ۸٫۰۹ کیلومترمربع مساحت و ۱٬۶۴۶ نفر جمعیت دارد.